# 프테로다우스트로
프테로다우스트로(Pterodaustro)는 중생대 백악기 전기(약 1억 2,500만년 전~1억년 전), 오늘날 남아메리카 대륙과 서유럽, 아시아에서 서식했던 익룡이다. 학명은 "남쪽의 날개(영어:southern wing)"라는 의미를 갖고 있다. 최초 화석은 아르헨티나의 산루이스주에서 1970년 발견되었다. 또한 칠레, 프랑스, 일본에서도 화석이 발견되었다. 날개를 폈을 때의 전체 길이는 약 150cm정도, 두개골은 23.5cm이다. 주둥이는 위를 향해 활처럼 크게 휘어 있는 모양이다. 프테로다우스트로의 가장 큰 특징은 아랫턱 부분으로, 바늘과 같은 뾰족한 이빨이 빗 모양으로 줄지어 있고, 총 개수는 1,000개 남짓된다.